# Ramiro Núñez de Guzmán (comunero)
Ramiro Núñez de Guzmán (León, s. XV-XVI), noble, militar y líder comunero en la ciudad de León y regidor en dicha ciudad entre los años 1503 y 1520.

## Familia
Ramiro Núñez de Guzmán, hijo de Gonzalo de Guzmán y de María Osorio, era señor del condado del Porma y de la villa de Toral.
Se casó con María Juana de Quiñones, hija de Diego Fernández de Quiñones y de Juana Enríquez de Guzmán, y tía carnal, precisamente, de uno de sus más destacados enemigos: el tercer Conde de Luna, Francisco Fernández de Quiñones y Osorio. De su matrimonio tuvo como hijos a:
- Gonzalo Pérez de Guzmán, regidor de la ciudad de León, «estuvo, junto a sus tíos, al servicio del infante Fernando y, una vez apartado y relegado este por el nuevo rey Carlos, abrazó la causa comunera y participó junto al obispo Acuña en el campo de batalla, además de formar parte, como procurador de la ciudad de León, de la Junta General»;[3]
- Martín Pérez de Guzmán, al servicio del rey Fernando;[3]
- Juan Pérez de Guzmán, obispo de Calahorra y participante en Trento;[3]
- Diego Pérez de Guzmán;[3]
- Álvaro Pérez de Guzmán.[3]

## Comunero

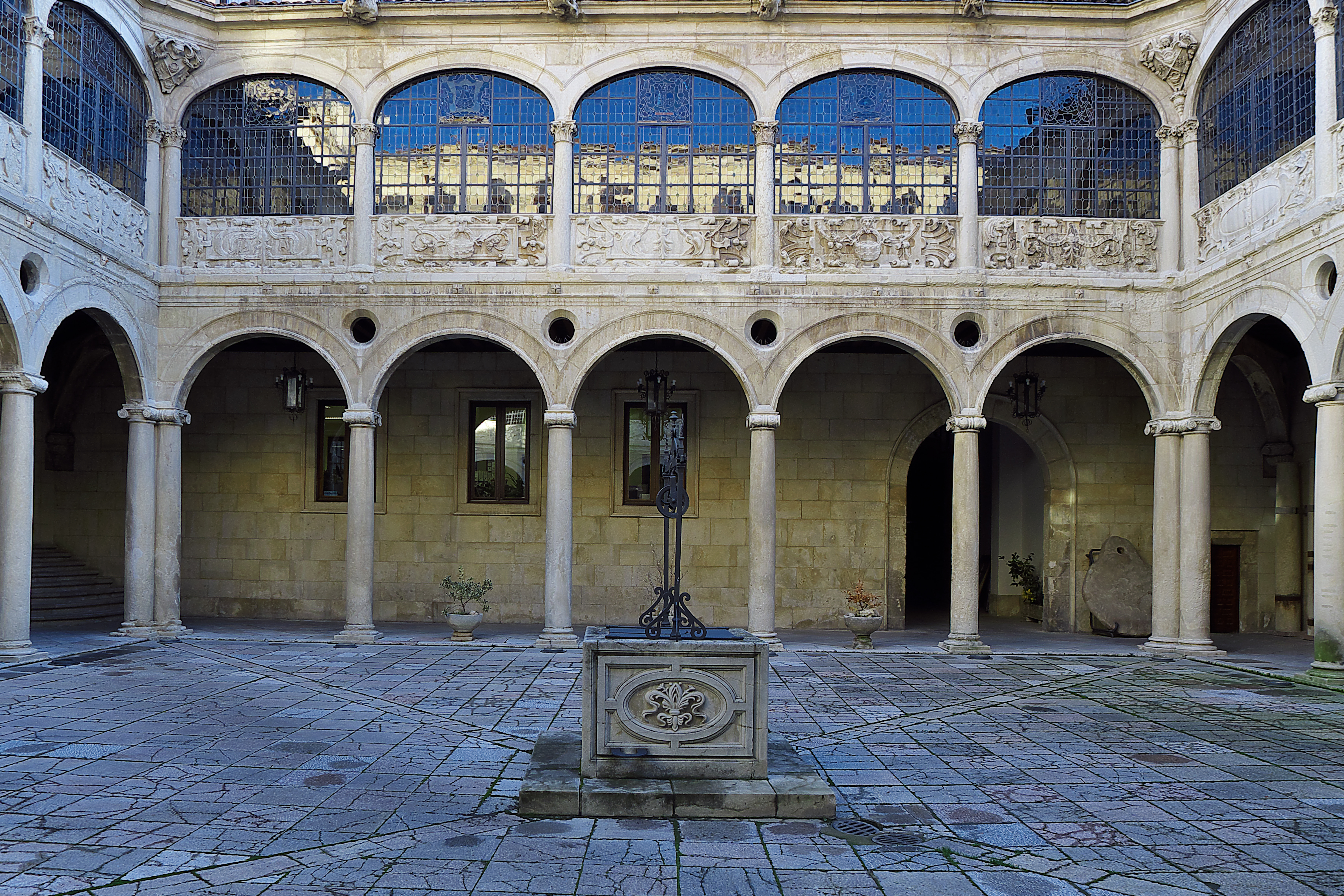
Palacio de los Guzmanes. León

Después de haber derrotado en escaramuzas guerreras al conde de Luna, en agosto de 1520, Ramiro consigue que los leoneses se declaren comuneros comprometidos, a excepción del alcaide de las Torres (las murallas de León). No obstante, Ramiro Núñez de Guzmán, con gran sentido de la estrategia de unificación que va calando en el movimiento revolucionario del reino, celebra una reunión con todos sus leales a fin de negociar la integración leonesa en la Santa Junta de Ávila, para poner sus hombres y sus armas bajo el mando supremo de Juan de Padilla.
Ramiro, vencido y perseguido, tuvo que marchar a Portugal acompañado de su hijo Gonzalo, mientras que su esposa defendía el patrimonio ganancial de la requisa y destrucción, instigada por su sobrino, el conde de Luna, que el Emperador Carlos había recomendado al regidor Ledesma. El pueblo leonés, que tenía en mucho aprecio a los Guzmanes, se opuso en todo momento a que se ejecutasen las órdenes imperiales, impidiendo el saqueo de los bienes de don Ramiro.
La justicia de los imperialistas condenó el 18 de octubre de 1522 a 33 comuneros leoneses, 15 de los cuales fueron enviados al destierro, mientras que la pena de muerte -”a muchos en rebeldía”- se les impuso a 18, entre los cuales estaban, Ramiro y sus hijos Álvaro, Diego, Gonzalo y Juan.
Obtuvo el perdón de Carlos V. Alfred Morel-Fatio, en la página 45 de su Historiographie de Charles-Quint; hace referencia a una carta que, en 21 de octubre de 1533, Ramiro Núñez de Guzmán dirigió al célebre historiador y humanista Juan Gínes de Sepúlveda, a la sazón, residente en Roma y encargado de dirigir en los estudios a un hijo de aquel.
El escritor francés, para demostrar que Sepúlveda, en la referida fecha, ya se había consagrado al estudio de la historia y concebido el plan de los Anales de los Reyes de España, publica, tomándolos del Epistólarum líbri VII, los siguientes párrafos del mencionado ducumento:

Is mihi nuper significavit, te Hispanorum Regun historiae expoliendae atque a barbarie vindicandae provinciam suscepisse, quo mihi nihil gratius afferri potuit. Scio enim, qua eloquentia atque prudentia es, ñeque ad estilum, ñeque ad rerrum gestarum fidem tibi quidquam defuturum. Age igitur, et nostratium Principum gloriam, 
quae vel temporum culpa, vel scriptorum ignoratione tamdiu latuit in lucem profer

Las anteriores líneas amplían, con preciosos datos, la biografía del jefe de los comuneros leoneses, presentándole, a la vez que revelan la íntima amistad de los dos ilustres del siglo XVI, como hombre sumamente instruido y preocupado del movimiento científico y literario de su patria.
En 1558, muerto el Emperador Carlos V, Juan, hijo del comunero, y obispo de Calahorra, ordenó el derribo del antiguo palacio de sus mayores para construir el que actualmente ocupa la Diputación Provincial, pero que para los leoneses será El Palacio de los Guzmanes.